# Albatana
Albatana là một đô thị ở Albacete, Castile-La Mancha, Tây Ban Nha. Đô thị này nằm cách ở độ cao 580 m, cách Albacete 67 km. Albatana có diện tích 30,6 km², dân số theo điều tra năm 2007 là 833 người. Mật độ dân số là 27,22 người/km². Mã số bưu chính 02653. Dãy đầu điện thoại là (+34) 967 32 ** **.
Đô thị này giáp: Ontur (Albacete), Jumilla (Murcia), Hellín (Albacete) và Tobarra(Albacete)